# Nunci apostòlic
Un  nunci apostòlic  o  nunci papal  és un representant diplomàtic de la Santa Seu -no de l'Estat de la Ciutat del Vaticà- amb rang d'ambaixador. Representa la Santa Seu davant els Estats (i davant algunes organitzacions internacionals) i davant l'Església local. Sol tenir el rang eclesiàstic d'arquebisbe. Normalment resideix a la nunciatura apostòlica, que gaudeix dels mateixos privilegis i immunitats que una ambaixada.
En els casos en què no existeixin relacions diplomàtiques amb les autoritats d'un Estat, el representant de la Santa Seu davant l'Església local rep el nom de delegat apostòlic. En molts països el nunci papal té precedència protocol·lària sobre la resta dels ambaixadors: és el degà del cos diplomàtic.

## Precisions conceptuals i històriques
El seu rang diplomàtic d'ambaixador va quedar fixat al Congrés de Viena (1815). Igual que els altres diplomàtics, el nunci ha de ser acreditat per l'Estat d'acollida.
Pel que fa al fet que el nunci sigui degà del cos diplomàtic, es va resoldre d'aquesta manera una llarga disputa entre els Estats sobre la precedència diplomàtica. La Convenció de Viena sobre relacions diplomàtiques del 18 abril de 1961 va mantenir la pràctica d'aquest privilegi del representant papal. Al nunci apostòlic, en qualitat de degà, li correspon prendre la paraula en nom del cos diplomàtic de vegades solemnes i també resol conflictes que puguin sorgir entre alguna representació diplomàtica i l'Estat d'acollida.
La nunciatura té una estructura similar a la d'una ambaixada, amb conseller de nunciatura, secretari de nunciatura, etc. Aquests càrrecs solen ser ocupats per diplomàtics de carrera de la Santa Seu, tots ells clergues, formats a l'Acadèmia Pontifícia Eclesiàstica, establerta el 1701. La majoria dels nuncis procedeixen del servei diplomàtic, alguns dels quals passen a ser després bisbes d'alguna diòcesi o retornen a la Ciutat del Vaticà per treballar en alguns dicasteris, alguns arriben a ser cardenals. Algun Papa, com Joan XXIII, va ser anteriorment nunci, concretament a Bulgària i Turquia, on se'l recorda entranyablement, i a França.
De vegades la Santa Seu -igual que altres subjectes del dret internacional- designa com a nunci un eclesiàstic que no procedeix de la carrera diplomàtica.

## Activitat dels nuncis
En molts casos els nuncis han intentat intervenir en conflictes, els nuncis han intentat protegir minories perseguides. En temps recents, l'arquebisbe irlandès Michael Aidan Courtney, nunci apostòlic a Burundi, ha estat el primer a morir en un conflicte: va ser assassinat en una emboscada el 29 de desembre de 2003.